# L'àngel ferit
L'àngel ferit —Haavoittunut enkeli (finès)— és un quadre pintat el 1903 pel pintor simbolista finlandès Hugo Simberg. És un dels quadres més reconeguts de Simberg i va ser triat com a pintura nacional de Finlàndia en una votació organitzada per l'Ateneum el 2006.

## Descripció
Com altres pintures de Simberg, l'atmosfera és malenconiosa: l'angèlica figura central amb els seus ulls embenats i ala ensangonada, la roba ombrívola dels seus dos portadors juvenils. La mirada directa de la figura dreta toca l'espectador.
Els passis de processó a través d'un recognoscible paisatge, Eläintarha, Hèlsinki, amb la badia Töölönlahti al fons. El mateix camí segueix vorejant la badia Töölönlahti avui. Al temps d'Hugo Simberg, el parc era un lloc popular per a activitats de lleure entre les classes treballadores. En aquell temps, moltes institucions de caritat van ser localitzades en el parc Eläintarha; en L'àngel ferit els nois sans estan portant la noia ferida cap a l'escola de Noies Cegues i la Casa per a Esguerrats. Ella agafa un grapat de flocs de neu, símbol de la curació i el renaixement.
Simberg va declinar oferir qualsevol desconstrucció, suggerint que l'espectador dibuixés les seves conclusions pròpies. Tanmateix és conegut que Simberg va patir meningitis, i que la pintura era una font de força durant la seva recuperació. Això també pot ser llegit metafòricament: la meningitis és coneguda per causar rigidesa de coll, letargia i sensibilitat lleugera, cadascuna exhibides per la figura central. Si es llegís com pulmons en lloc d'ales, tal diagnòstic fins i tot explica la lesió de menor importància, com la tuberculosi, la meningitis provoca abrasions en els pulmons superiors.
Quan Simberg va ser contractat per pintar frescs per a la catedral de Tampere el 1905–06, va fer una versió més gran de L'àngel ferit, la seva pintura favorita.
L'àngel ferit fou la inspiració per a la història del vídeo de música per la cançó Amaranth de Nightwish.